# Таневка
Таневка (укр. Танівка, до 2016 г. — Волково) — село, относится к Березовскому району Одесской области Украины.
Население по переписи 2001 года составляло 135 человек. Почтовый индекс — 67352. Телефонный код — 4856. Занимает площадь 0,64 км². Код КОАТУУ — 5121285103.

## Местный совет
67351, Одесская обл., Березовский р-н, с. Степановка, ул. Котовского, 16